# Авдонин, Захар Тимофеевич
Заха́р Тимофе́евич Авдо́нин (21 марта 1913, Пискалы, Ставропольский уезд Самарской губернии (ныне Ставропольский район Самарской области), Российская империя — 15 августа 1997, Тольятти, Россия) — советский колхозник, Герой Социалистического Труда.

## Биография
Родился в крестьянской семье, окончил начальную школу.
В годы Великой Отечественной войны служил ездовым 106-го отдельного полка связи, был награждён медалью. Гвардии старшина Захар Авдонин был демобилизован осенью 1945 года. Вернулся на родину, в колхоз «Искра» (позднее переименованный в «Путь Ленина») Ставропольского района Куйбышевской области, где вскоре стал его председателем.
Отлично организовав работу Авдонин быстро добился успехов, колхоз стал одним из ведущих в районе. В 1947 году с площади 300 гектаров колхоз получил урожай озимой пшеницы с каждого гектара по 35 центнеров, ржи 30,4 центнера с гектара на площади 42,1 га, надой молока на одну фуражную корову составил 2350 килограммов.
За высокие урожаи сельскохозяйственных продуктов в 1947 году Захару Тимофеевичу Авдонину Указом Президиума Верховного Совета СССР присвоено звание Героя Социалистического труда в 1948 году. Портрет Авдонина был напечатан в газете «Правда» № 181 (10922) от 29 июня 1948 года на первой полосе, среди других колхозников, удостоенных звания Героя.
Выйдя на пенсию, проживал в Тольятти.

## Награды
- Герой Социалистического Труда (1948);
- Орден Ленина (1948);
- Орден Отечественной войны II степени (1985[1]);
- Медаль «За боевые заслуги» (18.09.1944[2]).